# Stewarts Point
Stewarts Point é uma comunidade não incorporada no condado de Clark, estado de Nevada, nos Estados Unidos. Fica perto de Overton e a 48 quilómetros de Las Vegas e é banhada pelo Lago Mead, sendo um local de campismo e outras atividades de recreio. O nome deve-se à  baía homónima que forma junto do referido lago

## Clima
Stewarts Point possui um clima subtropical árido.